# C/2015 H1 (Bressi)
C/2015 H1 (Bressi) — одна з довгоперіодичних параболічних комет. Ця комета була відкрита 20 квітня 2015 року; блиск на час відкриття: 18.2m. 